# Saison 2017-2018 du Football Bourg-en-Bresse Péronnas 01
Maillots
Chronologie
Saison précédente Saison suivante
La saison 2017-2018 du Football Bourg-en-Bresse Péronnas 01 est la saison 2017-2018 du club de football Football Bourg-en-Bresse Péronnas 01 qui le voit évoluer pour la troisième fois de son histoire en Ligue 2 après s'être maintenu en terminant quinzième de Ligue 2 2016-2017.

## Effectif
Le tableau liste l'effectif professionnel du FBBP 01 pour la 2017-2018.

## Transferts

### Mouvements
| Nom                         | Nationalité | Transfert                   | Provenance/Destination        | Division        | Mercato          |
| Arrivées                    |             |                             |                               |                 |                  |
| Adama Sarr                  | Sénégal     | Transfert (Attaquant)       | Les Herbiers VF               | National        | Mercato estival  |
| Gaëtan Deneuve              | France      | Transfert (Gardien)         | EFC Fréjus Saint-Raphaël      | CFA             | Mercato estival  |
| Pape Paye                   | France      | Transfert (Défenseur)       | FC Lorient                    | Ligue 1         | Mercato estival  |
| Grégoire Amiot              | France      | Transfert (Défenseur)       | Stade de Reims                | Ligue 2         | Mercato estival  |
| Christopher Martins Pereira | Luxembourg  | Prêt sans OA (Milieu)       | Olympique Lyonnais            | Ligue 1         | Mercato estival  |
| Yoann Court                 | France      | Transfert (Milieu)          | Gazélec Football Club Ajaccio | Ligue 2         | Mercato Hivernal |
| Kevin Koubemba              | Congo       | Transfert (Attaquant)       | PFK CSKA Sofia                | Parva Liga      | Mercato Hivernal |
| Jordan Pierre-Charles       | France      | Transfert (Milieu)          | Valenciennes Football Club    | Ligue 2         | Mercato Hivernal |
| Fabien Tchenkoua            | Cameroun    | Transfert (Milieu)          | K Saint-Trond VV              | Jupiler League  | Mercato Hivernal |
| Nicolas Saint-Ruf           | France      | Prêt (Défenseur)            | AS Nancy-Lorraine             | Ligue 2         | Mercato Hivernal |
| Départs                     |             |                             |                               |                 |                  |
| Bruce Abdoulaye             | Congo       | Fin de carrière (Défenseur) |                               |                 | Mercato estival  |
| Romain Del Castillo         | France      | Retour de prêt (Attaquant)  | Olympique lyonnais            | Ligue 1         | Mercato estival  |
| Jason Berthomier            | France      | Transfert (Milieu)          | Stade brestois 29             | Ligue 2         | Mercato estival  |
| Loïc Damour                 | France      | Transfert (Milieu)          | Cardiff City FC               | Championship    | Mercato estival  |
| Julien Fabri                | France      | Retour de prêt              | Stade brestois                | Ligue 2         | Mercato estival  |
| Kévin Hoggas                | France      | Transfert (Milieu)          | Cercle Bruges KSV             | Proximus League | Mercato Hivernal |
| Lakdar Boussaha             | France      | Transfert (Attaquant)       | Grenoble Foot 38              | CFA             | Mercato Hivernal |

## Compétitions
| \| Bourg-en-Bresse Stade de Reims Tours FC Stade brestois AJ Auxerre Clermont Foot 63 RC Lens Nîmes Olympique Valenciennes FC AC Ajaccio Gazélec Ajaccio Chamois niortais Le Havre AC FC Sochaux US Orléans FC Lorient US Orléans US Quevilly-Rouen LB Châteauroux Paris FC AS Nancy-Lorraine \| Localisation des adversaires du FBBP. |
| Bourg-en-Bresse Stade de Reims Tours FC Stade brestois AJ Auxerre Clermont Foot 63 RC Lens Nîmes Olympique Valenciennes FC AC Ajaccio Gazélec Ajaccio Chamois niortais Le Havre AC FC Sochaux US Orléans FC Lorient US Orléans US Quevilly-Rouen LB Châteauroux Paris FC AS Nancy-Lorraine                                             |

### Championnat

#### Classement
| Rang | Équipe                        | Pts | J  | G  | N  | P  | Bp | Bc | Diff | Promotion ou relégation |
| ---- | ----------------------------- | --- | -- | -- | -- | -- | -- | -- | ---- | ----------------------- |
| 16   | GFC Ajaccio                   | 41  | 38 | 11 | 8  | 19 | 35 | 60 | −25  |                         |
| 17   | AS Nancy-Lorraine R           | 38  | 38 | 9  | 11 | 18 | 39 | 54 | −15  |                         |
| 18   | Bourg-en-Bresse 01            | 36  | 38 | 10 | 6  | 22 | 50 | 87 | −37  | Barrage de relégation   |
| 19   | US Quevilly-Rouen Métropole P | 33  | 38 | 9  | 6  | 23 | 45 | 66 | −21  | Relégation en National  |
| 20   | Tours FC                      | 23  | 38 | 5  | 8  | 25 | 34 | 68 | −34  | Relégation en National  |

#### Barrages de relégation
Les barrages de promotion entre le troisième de National et le dix-huitième de Ligue 2 prennent place durant le mois de mai 2018. Le vainqueur de ces barrages obtient une place pour le championnat de Ligue 2 2018-2019 tandis que le perdant va en National 1.
| Match aller             | Grenoble Foot 38         | 2 - 1   | Bourg-en-Bresse 01 |                                                                                                 |                                                                                                 |
| Mardi 22 mai 2018 20h45 | Sotoca 1re · Belvito 83e | (1 - 1) | 45e Bègue          | Stade des Alpes, Grenoble Diffuseur : Canal+ Sport, beIN Sports 1 Arbitrage : Nicolas Rainville | Stade des Alpes, Grenoble Diffuseur : Canal+ Sport, beIN Sports 1 Arbitrage : Nicolas Rainville |
| Mardi 22 mai 2018 20h45 | LFP.fr                   |         |                    | Stade des Alpes, Grenoble Diffuseur : Canal+ Sport, beIN Sports 1 Arbitrage : Nicolas Rainville | Stade des Alpes, Grenoble Diffuseur : Canal+ Sport, beIN Sports 1 Arbitrage : Nicolas Rainville |

| Match retour               | Bourg-en-Bresse 01 | 0 - 0 | Grenoble Foot 38 | | |
| Dimanche 27 mai 2018 18h00 |                    | (0-0) |                  | Stade Marcel-Verchère, Bourg-en-Bresse Diffuseur : Canal+ Sport, beIN Sports 1 Arbitrage : François Letexier | Stade Marcel-Verchère, Bourg-en-Bresse Diffuseur : Canal+ Sport, beIN Sports 1 Arbitrage : François Letexier |
| Dimanche 27 mai 2018 18h00 | LFP.fr             |       |                  | Stade Marcel-Verchère, Bourg-en-Bresse Diffuseur : Canal+ Sport, beIN Sports 1 Arbitrage : François Letexier | Stade Marcel-Verchère, Bourg-en-Bresse Diffuseur : Canal+ Sport, beIN Sports 1 Arbitrage : François Letexier |

### Coupe de la Ligue
Le club participe pour la troisième fois de son histoire à la Coupe de la Ligue.

### Équipe réserve
Pour la première fois de son histoire, l'équipe réserve évolue en Nationale 3, cinquième division nationale, niveau auquel évoluait l'équipe première en 2009.

## Statistiques

### Buteurs
|    | Buteur                      | L2 | CDF | CDL | Total |
| -- | --------------------------- | -- | --- | --- | ----- |
| 1  | Adama Sarr                  | 10 | 0   | 0   | 9     |
| 1  | Yanis Merdji                | 9  | 1   | 0   | 10    |
| 3  | Julien Bègue                | 6  | 1   | 0   | 7     |
| 4  | Yoann Court                 | 5  | 1   | 0   | 6     |
| 5  | Guillaume Heinry            | 3  | 2   | 0   | 5     |
| 6  | Quentin Martin              | 2  | 0   | 0   | 2     |
| 6  | Youssouf N'Diaye            | 2  | 0   | 0   | 2     |
| 6  | Florent Perradin            | 2  | 0   | 0   | 2     |
| 6  | Kevin Koubemba              | 2  | 0   | 0   | 2     |
| 6  | Aurélien Faivre             | 1  | 1   | 0   | 2     |
| 6  | Lakdar Boussaha             | 1  | 1   | 0   | 2     |
| 6  | Christopher Martins Pereira | 1  | 1   | 0   | 2     |
| 6  | Grégoire Amiot              | 1  | 1   | 0   | 2     |
| 14 | Vital N'Simba               | 1  | 0   | 0   | 1     |
| 14 | Jimmy Nirlo                 | 1  | 0   | 0   | 1     |
| 14 | Nicolas Saint-Ruf           | 1  | 0   | 0   | 1     |
| 14 | Jordan Pierre-Charles       | 1  | 0   | 0   | 1     |
|    | 16 buteurs                  | 49 | 9   | 0   | 58    |

### Passeurs
|  | Buteur      | CL | CDS | Total |
|  | 15 passeurs | 47 | 4   | 51    |
|  | ----------- | -- | --- | ----- |

### Affluences
Affluence du FBBP 01 à domicile, lors de la saison 2017-2018